# فرودگاه شهری اسکندریه
فرودگاه شهری اسکندریه (به انگلیسی: Alexandria Municipal Airport) (به زبان بومی: Chandler Field) یک فرودگاه همگانی بهره‌برداری هوایی با کد یاتا AXN است که یک باند فرود آسفالت دارد و طول باند آن ۱۵۵۴ متر است. این فرودگاه در شهر الکساندریا، مینه‌سوتا کشور ایالات متحده آمریکا قرار دارد و در ارتفاع ۴۳۴ متری از سطح دریا واقع شده‌است.